# نمتی
نِمِتی (به مجاری:  Nemti) یک شهرداری در مجارستان است که در نوگراد واقع شده‌است. نمتی ۱۱٫۰۶ کیلومتر مربع مساحت و ۸۲۱ نفر جمعیت دارد.